# Lingua sentinellese
Il sentinellese è la lingua dei sentinellesi, abitanti dell'isola di North Sentinel situata nelle isole Andamane, in India. A causa della scarsità di contatto tra i sentinellesi e il resto del mondo negli ultimi tre secoli, non si sa nulla della loro lingua. Non c'è modo di conoscere la vitalità di questa lingua in quanto i sentinellesi non consentono agli estranei di entrare nell'isola essendo molto ostili nei loro confronti.

## Classificazione
Si presume che gli isolani parlino tutti un'unica lingua e che questa faccia parte della famiglia delle lingue andamanesi. Basandosi su quel poco che si sa delle somiglianze tecnologiche e culturali dei loro vicini geografici, si ipotizza che questo linguaggio sia collegato più alla lingua ong o a quella jarawa che a quelle andamanesi maggiori. Nelle due occasioni documentate in cui individui di lingua ong furono portati sull'isola per tentare di comunicare, essi furono totalmente incapaci di comprendere qualsiasi parola espressa dagli isolani in quei pochi e ostili scambi che nacquero.

## Status
Il sentinellese è classificato come lingua in pericolo a causa del numero limitato di locutori, che è sconosciuto ma è stimato tra i 100 e i 250 individui. Una stima approssimativa data dal governo indiano è di circa 100 individui.